# Personnages de Totally Spies!
 (2018).
- Si vous ne connaissez pas le sujet, laissez ce bandeau (vous pouvez alors contacter les auteurs).
- Si vous supprimez le contenu mis en cause (vous pouvez préalablement contacter les auteurs),

argumentez précisément cette suppression dans la page de discussion
(un manque de référence n'est pas un argument ; une recherche réelle de référence doit avoir été effectuée, être formellement documentée).
Cette page présente les personnages de Totally Spies!, série animée franco-canadienne. Elle raconte l'histoire de 3 jeunes filles, Sam, Alex et Clover, résidant en banlieue de Los Angeles, d'abord à Beverly Hills puis à Malibu. Elles travaillent en tant qu'espionnes au service du W.O.O.H.P (World Office Of Human Protection), une organisation secrète dirigée par Jerry Lewis.

## Personnages principaux

### Sam
- Voix : anglais : Jennifer Hale (saisons 1-6), Rachael MacFarlane (saison 7), français : Claire Guyot

Samantha Simpson, dite Sam, est une rousse aux yeux verts et est la meneuse du groupe. Elle est la plus stratège des trois espionnes, véritable génie, très charismatique. C'est pourquoi Jerry lui confie parfois des missions en solo. Dans l'épisode "Catch", on apprend qu'elle descend des amazones et qu'elle en a hérité les caractéristiques. En mission, elle porte une combinaison de couleur verte. Elle est également la plus âgée des trois espionnes qui étudient ensemble au lycée. Sam est très appréciée de ses professeurs, car elle fournit un travail très brillant.

### Clover
- Voix : anglais : Andrea Baker (en) (saisons 1-6), Lauren Lapkus (saison 7), français : Fily Keita

Clover Ewing, blonde aux yeux bleus, est l'archétype de l'adolescente américaine girly. Elle est cependant d’origine ukrainienne. Dotée d'un physique très avantageux, c'est une grande amatrice de shopping, de mode, de soins esthétiques et de flirts amoureux. Elle sait cependant faire preuve de sérieux lorsqu'elle se trouve en mission. Elle aime relever des défis en permanence, et se retrouve souvent en conflit avec Mandy – sa rivale en tous points – avec qui elle partage les mêmes goûts pour la mode et les garçons. En mission, elle porte une combinaison de couleur rouge. Cependant, Clover est souvent victime de kidnapping (elle se retrouve souvent ligotée et bâillonnée par l’ennemi) en cours de mission, et passe du coup pour la plus faible du groupe.

### Alex
- Voix : anglais : Dana Davis (saison 7), Katie Griffin (en) (saisons 3-6), Katie Leigh (saisons 1-2), français : Céline Mauge

Alexandra Vasquez, dite Alex, brune aux yeux marron. Ses origines n’ont jamais été confirmées mais son nom de famille suggère qu’elle serait d’ascendance latino-américaine. Elle est la plus jeune des trois espionnes. D'un naturel gaffeur, elle se montre souvent très maladroite, aussi bien physiquement (elle a, par exemple, éprouvé de grandes difficultés pour obtenir son permis de conduire) que spirituellement, ses amies se trouvant souvent embarrassées par son côté fonceur et ses remarques décalées doublées d'une grande naïveté. Manquant de confiance en elle, elle compte souvent sur l’aide de  Sam pour s’en sortir. Elle est également une athlète de haut niveau, excellant dans de nombreuses disciplines, du football aux arts martiaux. En mission, elle porte une combinaison de couleur jaune.

### Jerry Lewis
- Voix : anglais : Jess Harnell (saison 1-2), Adrian Truss (arz) (saisons 3-6), David Tennant (saison 7), français : Jean-Claude Donda

Gerald James dit Jerry, est le fondateur et président du WOOHP et, de ce fait, le supérieur hiérarchique des Spies et des SpieZ, chargé de les envoyer en mission. Il a les cheveux gris, originellement blonds ou roux, et les yeux noirs. Malgré son âge, il sait se montrer performant et athlétique lorsqu'il s'agit de prêter main-forte aux Spies lors de certaines missions. D'origine britannique, il reste très attaché à ses racines et joue souvent de son flegme british auprès des Spies, qui n'hésitent pas à le taquiner sur son côté gentleman parfois ringard. Il a un frère jumeau diabolique, Terence, et une sœur malfaisante, Sherry. Il prend un malin plaisir à convoquer les Spies en les convoquant au mauvais moment pour elles.

## Personnages secondaires

### Mandy
- Voix : anglais : Jennifer Hale (saisons 1-6), Stephanie Beard (saison 7), français : Céline Mauge

Mandy, jeune fille aux longs cheveux noirs et aux yeux mauves, est la rivale des Spies, et plus particulièrement de Clover. Riche, populaire et charismatique, elle est en perpétuel conflit avec les trois espionnes (principalement avec Clover), dans leur vie personnelle, se disputant tour à tour au sujet des garçons, concours ou tenues vestimentaires qu'elles convoitent. Malgré cela, il est arrivé à plusieurs moments qu'elle et les trois filles soient sur la même longueur d'onde, voire s'entendent (voir par exemple les épisodes Classe de neige, Totally fini ?) et l'on peut voir parfois que dans le fond, elle n'est pas si infecte qu'elle pourrait en avoir l'air. Bien qu'elle n'interfère en rien dans leur vie professionnelle, dont elle ignore tout ou presque, il lui est arrivé de se retrouver accidentellement en mission avec les Spies, au grand désespoir de ces dernières (voir l'épisode Le café de l'angoisse). Elle a alors porté une combinaison de couleur mauve, qui est sa couleur préférée.

### Terence Lewis
- Voix : anglais : Matt Charles, français : Jean-Claude Donda

Terence (surnommé Terry), est le frère jumeau de Jerry, il a donc les cheveux gris (originellement blonds ou roux) et les yeux noirs comme lui. Il est apparu à la fin de la saison 3 dans la trilogie Une promotion d'enfer. Il est l'exemple typique du « jumeau qui a mal tourné » : ayant sombré petit à petit dans le grand banditisme après avoir été accusé de tricherie (à tort) par son propre frère durant leurs années de collège, il s'est juré de lui faire payer sa dette, par tous les moyens et le hait au point de changer de visage avec la chirurgie esthétique afin de ne pas ressembler au frère qu'il déteste tant. Après avoir tenté de l'éliminer en manipulant les Spies, il a "recruté" d'anciens criminels capturés par le WOOHP, et a fondé, avec eux, une organisation criminelle appelée N.U.L.O.S (acronyme de Nouveaux Ultra-méchants pour Liquider et Opprimer les Spies), dont il est le leader. Personnage "fil conducteur" de la saison 4, il finira finalement par être capturé avec l'ensemble de ses complices lors d'une énième tentative d'anéantissement du WOOHP (épisode 19). Terry refait son apparition dans SpieZ ! Nouvelle Génération où il fait équipe avec sa sœur Sherry avec un Jerry manipulé.

### Tim Scam
- Voix : anglais : Michael Gough (en), français : Guillaume Orsat (1re voix), Patrice Baudrier (2e voix)

Tim Scam, brun aux yeux verts, est un ancien agent du WOOHP qui était technicien dans la conception et le développement de l'armement high-tech. Il a été renvoyé du WOOHP pour utilisation illégales de ces armes. Il apparaît pour la première fois dans l'épisode 3 de la saison 1 Le Nouveau Jerry, où il se présente aux Spies comme étant Mac Smit (Tim Scam à l'envers), le nouveau directeur du WOOHP, Jerry étant soi-disant parti à la retraite (les Spies découvriront qu'il a en réalité expédié Jerry dans l'espace pour prendre sa place).
Il réapparaît dans l'épisode 10 de la saison 2 où il a kidnappé puis hypnotisé Stella, Gabriella et Carmen, les mères des trois filles, avec un bracelet-fleur de contrôle mental afin de se venger, à nouveau, du WOOHP et des Spies. Il est de retour dans l'épisode 8 de la saison 3 : Il a créé un robot en métal liquide (assez semblable au t-1000 visible dans Terminator 2) qui peut se cloner à l'infini, toujours pour se venger du WOOHP.
Il rejoint les N.U.L.O.S, l'équipe de criminels menés par Terence Lewis, dans l'épisode 1 de la saison 4. Il se fait une nouvelle fois emprisonner à la fin de l'épisode 8, et ce de manière définitive. Il ne réapparaît plus par la suite.

### Britney
- Voix : anglais : Lindsay Ridgeway (en) (saison 2), Stéphanie Broschart (saisons 3 à 5), Janice Kawaye (saison 7), français : Edwige Lemoine (1re voix), Kelly Marot (2e voix), Alexandra Garijo (3e voix)

Britney a les cheveux noirs avec des reflets bleutés et des yeux bleu-violet. Elle a été plus récemment recrutée par le WOOHP. Sa rencontre avec les Spies lors d'une mission commune lui a permis de faire preuve de toutes ses compétences d'analyse et d'investigation, au point de s'attirer la jalousie d'Alex, qui la croit persuadée de vouloir prendre sa place au sein du WOOHP (voir l'épisode Alex démissionne). Britney adoptera pourtant une attitude totalement inverse : admiratrice de ces trois espionnes qui lui ont beaucoup appris, elle finira par gagner la confiance d'Alex. Dans la saison 3, elle se retrouvera en danger. Les Spies seront alors chargées de voler à son secours. Longtemps absente après, elle fera un retour au cours de la saison 5 pour partager, quelques missions avec Sam, Alex et Clover. Elle fait partie d'une équipe composée d'elle-même, Dimitri et Xavier, deux garçons qui travaillent pour le WOOHP.
Britney n'apparaît pas dans la saison 6. Elle porte une combinaison bleue.

### David
David est un garçon qui a fait tourner les têtes des trois adolescentes lors de leurs années de lycée. En effet, il représente à leurs yeux le garçon idéal : séduisant, sexy, travailleur, artiste, sportif. Son absence au cours des dernières saisons laisse toutefois penser que leurs chemins se seraient, involontairement ou non, séparés (sa dernière apparition se fera dans le deuxième épisode de la saison 4).

### Arnold
Arnold, profil « d'intello coincé » à l'opposé de David, est, au contraire, le garçon que les Spies auraient préféré pouvoir éviter au lycée même si elles l'aiment bien malgré tout. Il se montre particulièrement attiré par  Sam et Clover, qui le rejettent. Il ne perdra toutefois pas espoir de s'attirer leur attention, quitte à devoir faire preuve de comportements parfois ridicules pour y arriver (voir, entre autres, les épisodes Supernaze et Arnold le magnifique). Tout comme David, il semblerait que son départ pour la fac l'ait emmené vers d'autres horizons que celui des Spies.

### Blaine
Blaine est le petit ami de Clover au cours de la saison 5. Capitaine de l'équipe de volley à l'université, il est en réalité espion, engagé au départ pour éliminer Clover. Géraldine a employé Blaine et l'a manipulé en lui faisant croire que Clover œuvrait pour le mal. Il est par la suite embauché au sein du WOOHP. Il réapparaît lors de la saison 6. Cependant, il ne se montrera plus attiré par Clover, lui révélant qu'il est sorti avec d'autres filles, notamment Mandy.

### Dean
Dean apparu à la fin de la saison 3 dans la trilogie Une promotion d'enfer, est un agent du WOOHP. Il fait partie des "élus" et a été chargé d'aider les Spies dans leur formation pour devenir des Super Spies tout en espionnant Terrence (il lui a fait croire qu'il était contre le WOOHP et les Spies, donc se faire passer pour un agent double). On le revoit quelques fois par la suite dans quelques épisodes de la saison 4. Dans l'épisode 21 de la saison 5 (WOOHP-tastic), il travaille au laboratoire du WOOHP et y fabrique de nombreux gadgets qui se sont révélés très utiles aux filles durant leur mission.

### Mindy
Mindy est la cousine de Mandy. Elle apparaît uniquement dans la saison 5, étant le sosie de Mandy, mais en étant blonde et en ayant des cheveux mi-longs. Elle est aussi méchante et infecte que Mandy, et, contrairement à Caitleen et Dominique, qui se laissaient marcher sur les pieds, il arrive que Mindy se moque de Mandy. Malgré cela, les deux cousines semblent très liées. L'absence de Mindy lors de la saison 6 reste inexpliquée.

### Gabriella, Carmen et Stella
Gabriella, Carmen et Stella sont respectivement les mamans de Sam, d'Alex et de Clover. Elles ressemblent beaucoup à leurs filles. Dans les premières saisons, elles ignorent que ces dernières sont espionnes au service du WOOHP ; elles découvrent finalement le secret à la fin de la saison 4, lors de l'épisode « Totalement Grillées » et obligent leurs filles à renoncer à cette activité qu'elles jugent trop dangereuse. À la suite de nombreuses péripéties, elles acceptent de revenir à la raison, allant même jusqu'à devenir espionnes intérimaires pour les sauver, à la suite de quoi elles deviennent des agents du WOOHP à part entière. Stella et Gabriella apparaissent une dernière fois dans la saison 6, la première rendant visite à Clover à Mali-U, la seconde recevant son cadeau d'anniversaire de mariage de la part de Sam. Selon Jerry, c'est de leurs mères que les Spies ont hérité des gènes de l'espionnage.

### G.L.A.D.Y.S.
G.L.A.D.Y.S. est une intelligence artificielle qui occupe le poste d'assistante de Jerry et qui assure la distribution des gadgets. Contrairement à WOOHP 123, dans Spiez ! Nouvelle Génération, elle est beaucoup moins méchante que celui-ci. Elle devient accidentellement méchante dans l'épisode "Le Noël de l'angoisse" car Alex avait renversé du jus de raisin sur elle alors qu'elle était connectée à la tête du Cerveau, un dangereux criminel. G.L.A.D.Y.S. est l'acronyme de Gadget Location Assistance Dépannage à Intelligence Synthétique. Depuis la saison 5, elle est retirée de la série, Jerry l'aurait envoyé au hangar de recyclage du WOOHP. Ayant eu assez de son caractère, c'est pour cette raison qu'elle n'apparaît pas dans SpieZ ! Nouvelle Génération.

## Liste des Antagonistes

### Marco Lumière
Marco Lumière est un cinéaste rejeté, qui a décidé de se venger en kidnappant des célébrités du milieu et en les obligeant à jouer dans son film (saison 1, épisode 26 Une espionne est née). Par la suite, échappant à l'emprise de sa propre invention (qui permet de figer des personnes pendant un certain temps), il s'évade de l'hélicoptère du WOOHP chargé de le transférer dans la prison de l'organisation. Préparant sa revanche, il kidnappe Alex, la ligote et la bâillonne chez elle, puis il orchestre un ensemble d'énigmes destinées à Clover et Sam, afin qu'elles retrouvent l'endroit où leur amie a été séquestrée (voir l'épisode Une espionne est née partie 2).
Il refait une apparition dans la saison 4, épisode Jerry superstar apparaissant avec une nouvelle apparence et identité. Il propose au patron du WOOHP un rôle d'acteur dans un film factice. Jerry neutralise ainsi, sans le savoir, différents ennemis du criminel. Cependant, Marco est de nouveau mis sous les verrous après avoir été démasqué et son plan déjoué par les Spies et Jerry.
Sa dernière réapparition est dans l'épisode Quand c'est Trop, c'est Troll, dans la saison 7. Les Spies le soupçonnent d'être à l'origine des trolls qui sèment la discorde à Singapour, mais constatent qu'il s'est rangé, et continue à faire du cinéma avec sa fille Shirley.

### Boogie Gus
Boogie Gus est un méchant qui est membre des N.U.L.O.S. Il a des cheveux noirs bouclés en coupe afro et est le meilleur ami de Terrence. Il voulait transformer Beverly Hills en petit monde des années 1970 en remontant le temps et en s'appropriant le projet de fondation du WOOHP avec le Jerry du passé. Il fera ensuite partie du groupe de méchants créé par Terrence (le frère jumeau de Jerry), le N.U.L.O.S (L.A.M.O.S en anglais). Il tentera à nouveau de ramener Beverly Hills, dans les années 80 cette fois, mais son plan est déjoué une fois de plus. Il est définitivement emprisonné dans l'épisode 19 de la saison 4, Totalement pas Spies.

### Sebastian Saga
Sebastian Saga est un ancien guitariste d'un groupe de rock. Il a de longs cheveux raides et gris, une mèche lui cachant son œil gauche. Il apparaît dans le tout premier épisode de la série, On connaît la musique. Son plan machiavélique était de dominer le monde en hypnotisant les foules venues écouter le concert d'un célèbre chanteur, Ricky Mathis. Sebastian fait son retour en s'évadant de prison dans l'épisode 14 de la saison 2, Rave Academy. Il utilise le même modus operandi pour accomplir sa vengeance, réussissant même à hypnotiser les Spies. Néanmoins, celles-ci se libèrent de leur transe et neutralisent Sebastian, le renvoyant derrière les barreaux. Il refait surface dans l'épisode rockstar de Spiez nouvelle génération.

### Héphaïstos
Apparu lors de l'épisode 3 de la saison 1 (Vacances de Choc), c'est un scientifique défiguré qui avait pour objectif de faire exploser tous les volcans du monde en même temps. Les Spies étant en vacances à Hawaï, elles ont croisé le chemin du criminel, et ont réussi à déjouer ses plans.

### Capitaine Hayes
C'est un des antagonistes récurrents les plus fous de la série : totalement obnubilé par les célébrités, il élabore des plans farfelus pour être seul à les côtoyer. 
Sa première apparition a lieu dans l'épisode 16 de la saison 3 (Y a-t-il un maniaque dans l'avion ?) où il monte sa propre compagnie aérienne avec un seul avion gigantesque et luxueux. Mais son vrai but est de voler sans escale pour être éternellement avec les stars, et l'appareil dissimule des pièges et un équipage d'hôtesses de l'air cybernétiques.
Sa deuxième tentative a lieu dans L'Hôtel des Abysses (saison 5, épisode 13). Ayant réussi à s'évader en confectionnant un uniforme de maton à l'atelier de couture, il en profite pour créer des uniformes de matelot pour son prochain plan : séquestrer les stars dans un grand hôtel sous-marin convertible en submersible surarmé. Il en profite même pour créer une montée des eaux artificielle qui menace d'engloutir les continents. C'est lors de cette mission que Britney et Alex se rapprocheront en sauvant T-Bone. 
Sa dernière apparition remonte à la saison 6 (épisode 8 : Célébrité volée), où il décide de changer de plan : devenir une célébrité en dérobant le talent des célébrités déjà établies. Les Spies feront tout pour l'empêcher d'accaparer le travail des autres.

### Kyle Katz
Semblable à un Arsène Lupin c'est un voleur de bijoux réputé insaisissable qui aime charmer les filles. Il avait jusque-là sévi en toute impunité, mais les Spies ne se sont pas laissées prendre à son charme et l'ont envoyé derrière les barreaux (saison 4, épisode 20 Un ennemi Trop Craquant).

### Vladimir Kozirev
Saison 1, épisode 8 (Un Jeu d'Enfant). Ancien fabricant de jouets des années 70, il a projeté de faire retomber les individus en enfance, ceux-ci abandonnant leurs fonctions et responsabilités, laissant le monde à la merci des jouets maléfiques.

### Helga Van Guggen
Elle apparaît pour la première fois dans l'épisode 16 de la saison 1 (Ile Sauvage). Créatrice de mode d'origine germanique, elle a des cheveux gris en forme d'étoile de mer et un visage anguleux. Son apparence ainsi que son mode opératoire rappelle Cruella d'Enfer. Helga voulait créer des hybrides homme-animal afin d'exploiter leur fourrure artificielle. Elle fut arrêtée et emprisonnée. Dans l'épisode 25 de la saison 2 (Victimes de la Mode), après s'être évadée de prison, elle se fait passer pour une grande styliste, Mystique, et crée des vêtements ayant la capacité de rétrécir inexorablement, tuant toute personne prisonnière de ses créations. Les Spies finissent par déjouer ses plans encore une fois et la renvoient derrière les barreaux.

### Féline Dion
Apparaissant dans l'épisode 2 de la saison 6 (Une vie de Chat), c'est une professeure dirigeant un laboratoire d'étude vétérinaire. Alex se fait engager pour travailler avec elle en tant qu'assistante bénévole. Seulement Féline Dion a pour ambition de transformer la population en êtres hybrides moitié-humain moitié-chat car elle trouve l'humanité injuste envers les chats.

### Manny Wong
Manucure de renom et ardent défenseur de l'artisanat, Manny Wong n'a pas digéré la perte de son prestige à la suite de l'automatisation de son domaine portée par Méga Mania Manucure. Dans l'épisode 11 de la saison 4 (Une Manucure d'Enfer), il utilisera son travail des faux ongles pour soumettre ses anciennes clientes à sa volonté. Devenant lames tranchantes, projectiles et même lasso, ces ongles assujettissent Clover, mais Sam et Alex organisent la résistance au Méga Mania Manucure. Plus tard, il s'associera à Yves Mont-Blanc et Violette Vanderfleet dans la saison 6 (Dirigeable en Déroute) pour s'évader.

### Nathalie Valentine
Saison 2, épisode 7 (Un Parfum Diabolique). Rejetée durant son adolescence et malheureuse en amour, elle décide de créer un parfum à partir de sa sueur afin de séduire tous les hommes du monde. Les Spies tentent de l'arrêter mais Jerry succombe au parfum envoûtant...

### Myrna de la Perrine
Ancien agent du WOOHP et nounou engagée par Jerry pour s'occuper des Spies dans l'épisode 4 de la saison 3 (La Menace de l'Espace). Elle revient dans l'épisode 20 (Coup de Foudre à Haut Risque) avec des intentions diaboliques : épouser Jerry afin de prendre le contrôle du WOOHP et éliminer les Spies. Elle réapparaîtra lors de la saison suivante, dans l'épisode 1 (Triplés de Rêve), s'étant associée à Terrence et ayant intégré les N.U.L.O.S., puis dans l'épisode 8 (Frères Ennemis) lorsque Jerry se fait manipuler par son propre frère et passe dans le camp des méchants. Malheureusement pour eux, les Spies déjouent leurs plans et Myrna est définitivement emprisonnée.

### Yves Mont-Blanc
Créateur de mode rejeté, c'est le couturier préféré de Clover. Dans l'épisode 10 de la saison 5 (Une Mode d'Enfer), il crée des chaussures truffées de gadgets en tout genre mais disposant d'une puce capable de contrôler le mental. Tout ça dans le but de se venger de critiques de mode dénigrant ses créations.

### Tuesday Tate
Cette ancienne reine de beauté australienne fait son apparition dans l'épisode 10 de la saison 1 (Top Modèles de Choc). Elle a créé une agence de mannequins appelée Physique Parfait afin de voler des parties de corps humains pour constituer une troupe mannequins parfaits afin de régner sur l'industrie qui a anéanti sa carrière, car Tuesday possède une prothèse à la jambe gauche. Elle est incarcérée sur l'Ile du WOOHP, là où sont emprisonnés les pires criminels du monde. On la voit dans la saison 6, épisode 21 (Dirigeable en Déroute).

### Makeda
Makeda est la sœur de la Reine Tassara, gouvernant le pays de Lyrobie. Makeda trahit cette dernière et son propre pays pour se rallier au dirigeant du pays ennemi de la Lyrobie, le Général du Kenopia, son but étant de devenir reine des deux pays. Elle est incarcérée sur l'Ile du WOOHP, là où sont emprisonnés les pires criminels du monde. On la voit dans la saison 6, épisode 21 (Dirigeable en Déroute).

### Shirley
Professeure de yoga, elle est une antagoniste similaire à Ying-Yang. Elle apparaît pour la première fois dans l'épisode 8 de la saison 2 (Le Boys Band Fou), lorsqu'elle enseigne très sévèrement des figures compliquées de taekwondo. Les Spies parviendront à les maitriser à la fin de l'épisode, mais devant la défection de ses élèves qui trouveraient selon elle le cours ringard, Shirley se retire quelque temps avant de revenir dans l'épisode 22 de la saison 3 (Super Yoga). Balayant toute critique sur son fanatisme, elle fabriquera une machine appelée "La Porte de la Sagesse" qui transforme n'importe qui en adepte docile et surhumain. Sam en fera les frais, mais Alex et Clover l'arrêteront avec le gadget de la ceinture noire. Elle apparaît furtivement dans l'épisode Alex déménage (saison 4, épisode 5), mais il peut aussi s'agir d'un simple recyclage de chara-design. 

### Miss Vanité
Apparaissant dans l'épisode 17 de la saison 4 (La Beauté Plastiquée), c'est une reine de beauté ayant été exclue du métier pour des raisons inexpliquées. Elle décide de se venger en créant une ligne de cosmétiques qui enlaidit les gens. Sam et Alex tomberont sous l'emprise de ce maquillage, mais Clover sauve l'honneur en déjouant les plans de Miss Vanité.

### Dr Aigre Doux
Médecin venue d'Autriche elle est la directrice de la Joyeuse Compagnie une usine de fabrication de confiseries plus spécifiquement des cookies au chocolat et à la menthe. Ces pâtisseries sont comme une drogue et rendent les mangeurs obèses.

### L'Homme-Yéti
Antagoniste de l'épisode cross-over entre Totally Spies et Martin Mystère (Totally Mystère), il ne supportait plus le tourisme de masse dans la montagne, avec la multiplication des hôtels et les skieurs inconscients. Il veut sanctuariser la montagne en détruisant les stations de ski et transformant quelques personnes en yéti (à commencer par lui-même) avec de l'ADN prélevé sur un spécimen en Antarctique.

### Minus le Petit
Ancien scientifique du Woohp qui compte rétrécir les monuments du monde entier pour créer un univers miniature.

### Candy Sweet
Une ancienne gymnaste dirigeant un camp d'entraînement robotisé avec des pom-pom girls androïdes.

### Lady Dragon
De son vrai nom Carla Wong c'est une conceptrice de jeux-vidéos qui a inventé un système de téléportation holographique. son but est de piéger les joueurs dans un monde virtuel.

### Dr Gel
Un scientifique préoccupé par le changement climatique veut sensibiliser l'humanité en utilisant un laser provoquant une glaciation de la Terre.

### Timmy
Étudiant à Mali-U qui n'a jamais surmonté les brimades de deux adolescents et Mandy durant un été dans un parc d'attractions japonais, il a fabriqué un robot à partir de pièces des manèges désaffectés pour se venger.

### Simon Tucker
Militant anti consumériste il kidnappe des clients dans des centres commerciaux et les force à intégrer un mouvement de protestation.

### Le Grand Kandinsky
Magicien originaire de Translyvanie dont les pouvoirs sont judicieusement gardés secrets !

### Dr Eisenstein
Savant fou qui projette de remplacer tous les chefs-d'état par des robots.

### Pr Eliott
Un archéologue victime d'une malédiction qui veut se procurer un talisman "Le Scarabée d'Isis" censé assurer l'immortalité à son détenteur.

### Félicie Tif
Une esthéticienne et coiffeuse atteinte d'alopécie qui a inventé un processus d’accélération de pousse des cheveux mais qui vieillit les victimes. Une fois les filles affaiblies on coupe les cheveux pour fabriquer des perruques.

### L'Entraîneur
Coach sportif qui est censé superviser la délégation de Zanzibar aux Jeux Olympiques d'Hiver dope ses athlètes à l'aide de larves métalliques.

### Beau Soleil
Ancienne Mannequin, étant égérie d'une crème solaire elle a inventé un diffuseur de chaleur afin d'augmenter le chiffre d'affaires de son produit.

### Seth
Fabricant de jouets souhaitant créer les meilleurs jouets du monde, il décide de dérober du matériel électronique militaire pour les rendre plus réalistes. Mais ayant grandement sous-estimé leur puissance, il décide d'aider les Spies dans leur mission pour arrêter l'armée de jouets devenue incontrôlable.

### Frankie Le Colosse
Un surfer égocentrique qui provoque des tsunamis.

### Ariel
Une femme walkyrie lointaine descendante de Sam qui veut contrôler les individus en décuplant leurs forces physiques.

### Géraldine Husk
Patronne du SPI une agence de recrutement rival du WOOHP.

### Violette Vanderfleet
Botaniste à l'accent allemand a créé une variété de plantes carnivores destinées à empoisonner les hommes.

### Eugène
Un amoureux éconduit et fils à maman qui a décidé de se grimer en différents types d'hommes afin de se venger.